# Toves værelse
Toves værelse er en dansk spillefilm fra 2023 skrevet af Jakob Weis instrueret af Martin Zandvliet. Den forgående anmelderroste teaterforestilling fra 2016 af samme navn med Paprika Steen var instrueret af instruktør Vibeke Wrede. 
Filmens hovedrolle som Tove Ditlevsen spilles af Paprika Steen, der modtog en Bodil for sin præstation.

## Handling
I 1960’erne lever Tove Ditlevsen sammen med Ekstra Bladets chefredaktør, Victor Andreasen, i et stormombrust ægteskab, der har sin helt egen særlige dynamik, og hvor der er kort fra kærlighed til had, fra elskelige komplimenter til ond sarkasme. Da den unge forfatter Klaus Rifbjerg kommer til frokost for at diskutere deres fælles lidenskab, litteratur, har han ingen ide om, hvad der venter ham. Men inden længe bliver han en brik i deres ægteskabelige magtspil, hvor alle kneb gælder.

## Medvirkende
- Paprika Steen
- Lars Brygmann
- Joachim Fjelstrup
- Sonja Oppenhagen